# Каванісі Такехіко
Каванісі Такехіко (яп. 川西 武彦, нар. 9 жовтня 1938, Хіросіма —) — японський футболіст, що грав на позиції півзахисника.

## Клубна кар'єра
Грав за команду Тою Когю.

## Виступи за збірну
Дебютував 1959 року в офіційних матчах у складі національної збірної Японії. У формі головної команди країни зіграв 8 матчів.

## Статистика
Статистика виступів у національній збірній.
| Збірна Японії | Збірна Японії | Збірна Японії |
| Роки          | Ігри          | голи          |
| ------------- | ------------- | ------------- |
| 1959          | 1             | 0             |
| 1960          | 1             | 0             |
| 1961          | 5             | 0             |
| 1962          | 1             | 0             |
| Усього        | 8             | 0             |